# Chiesuola della Bufalotta
Chiesuola della Bufalotta var en kyrkobyggnad i Rom. Den var belägen vid Via Bartolomea Capitanio i området Bufalotta i zonen Marcigliana i norra Rom. Chiesuola betyder ”liten kyrka” på italienska. Via Bartolomea Capitanio är uppkallad efter den italienska nunnan Bartolomea Capitanio (1807–1833; helgonförklarad 1950), medgrundare av Barmhärtighetssystrarna av Lovere.

## Kyrkans historia
Kyrkan återfinns på en karta, publicerad av uppfinnaren och urmakaren Eufrosino della Volpaia år 1547. Kyrkan hade uppförts på ett antikt mausoleum från 100-talet e.Kr. År 1974 revs den svårt förfallna stenkyrkan för att ge plats åt ACEA:s (Azienda Comunale Energia e Ambiente) kraftledningspelare.